# 고향극장
《고향극장》은 2013년 4월 11일부터 2014년 9월 6일까지 방송되었던 다큐멘터리 프로그램이다.

## 기획 의도
고향의 한 마을을 배경으로 그리는 다큐멘터리 프로그램이다.

## 방송 시간
| 방송 채널 | 방송 기간                           | 방송 시간                            |
| --------- | ----------------------------------- | ------------------------------------ |
| KBS 1TV   | 2013년 4월 11일 ~ 2013년 10월 17일  | 매주 목요일 밤 10시 50분 ~ 11시 30분 |
| KBS 1TV   | 2013년 10월 26일 ~ 2013년 12월 28일 | 매주 토요일 저녁 7시 10분 ~ 8시      |
| KBS 1TV   | 2014년 4월 12일 ~ 2014년 7월 5일    | 매주 토요일 저녁 7시 10분 ~ 8시      |
| KBS 1TV   | 2014년 1월 4일 ~ 2014년 4월 5일     | 매주 토요일 저녁 7시 15분 ~ 8시 5분  |
| KBS 1TV   | 2014년 7월 12일 ~ 2014년 9월 6일    | 매주 토요일 저녁 7시 15분 ~ 8시 5분  |

## 방송 회차

### 정규 방송
| 회차 | 방송일           | 부제                      | 촬영된 곳       |
| ---- | ---------------- | ------------------------- | --------------- |
| 1회  | 2013년 4월 11일  | 달려라 양 이장            | 전라북도 남원시 |
| 2회  | 2013년 4월 18일  | 당신이 있어 좋은 날       | 충청북도 청주시 |
| 3회  | 2013년 4월 25일  | 욕쟁이 할머니의 봄바람    | 경상북도 문경시 |
| 4회  | 2013년 5월 9일   | 행님이 뿔났다             | 경상남도 의령군 |
| 5회  | 2013년 5월 16일  | 우(牛)에 좋은 형제        | 경상남도 진주시 |
| 6회  | 2013년 5월 23일  | 네가 저어라노             | 전라남도 완도군 |
| 7회  | 2013년 5월 30일  | 친구야 친구               | 충청남도 서천군 |
| 8회  | 2013년 6월 6일   | 용재는 못말려             | 전라남도 화순군 |
| 9회  | 2013년 6월 13일  | 열혈농부 우리동네 두 총각 | 강원도 정선군   |
| 10회 | 2013년 6월 20일  | 있을 때 잘해              | 경상북도 봉화군 |
| 11회 | 2013년 7월 4일   | 친절한 금옥 씨            | 경상남도 함양군 |
| 12회 | 2013년 7월 11일  | 늙은 어부의 노래          | 전라남도 신안군 |
| 13회 | 2013년 7월 18일  | 참말로 못 살겠네          | 전라북도 고창군 |
| 14회 | 2013년 7월 25일  | 배추밭 그 사내들          | 강원도 삼척시   |
| 15회 | 2013년 8월 1일   | 할매 삼총사의 수상한 외출 | 전라남도 화순군 |
| 16회 | 2013년 8월 8일   | 우리 어매                 | 전라남도 진도군 |
| 17회 | 2013년 8월 15일  | 산삼 대소동               | 강원도 영월군   |
| 18회 | 2013년 8월 22일  | 영화가 뭐길래             | 전라남도 장흥군 |
| 19회 | 2013년 8월 29일  | 외출                      | 경상북도 의성군 |
| 20회 | 2013년 9월 5일   | 우리 마을 예체능          | 충청남도 홍성군 |
| 21회 | 2013년 9월 12일  | 슈퍼모델                  | 전라남도 구례군 |
| 22회 | 2013년 9월 19일  | 내사랑 내곁에             | 경상남도 하동군 |
| 23회 | 2013년 9월 26일  | 늦어도 괜찮아             | 전라남도 진도군 |
| 24회 | 2013년 10월 10일 | 명색이 이장인데           | 경상남도 함양군 |
| 25회 | 2013년 10월 17일 | 한 지붕 13가족            | 충청남도 보령시 |
| 26회 | 2013년 10월 26일 | 브라보 비비정             | 전라북도 완주군 |
| 27회 | 2013년 11월 2일  | 섬총각의 사랑 노래        | 전라남도 진도군 |
| 28회 | 2013년 11월 9일  | 후계자가 필요해           | 전라남도 곡성군 |
| 29회 | 2013년 11월 16일 | 화려한 날은 가고          | 강원도 홍천군   |
| 30회 | 2013년 11월 23일 | 꿈은 이루어질까?          | 충청남도 서천군 |
| 31회 | 2013년 11월 30일 | 짜장과 우정 사이          | 전라남도 장흥군 |
| 32회 | 2013년 12월 7일  | 섬달천 아리랑             | 전라남도 여수시 |
| 33회 | 2013년 12월 14일 | 모임이 뭐길래             | 충청남도 태안군 |
| 34회 | 2013년 12월 21일 | 역전의 이발사             | 전라남도 보성군 |
| 35회 | 2013년 12월 28일 | 5공주가 떴다              | 전라북도 부안군 |
| 36회 | 2014년 1월 4일   | 곶감 스캔들               | 경상북도 상주시 |
| 37회 | 2014년 1월 11일  | 나는 여배우다             | 전라남도 곡성군 |
| 38회 | 2014년 1월 18일  | 길 위의 악사(1)           | 경상남도 남해군 |
| 39회 | 2014년 1월 25일  | 이장과 반장               | 강원도 영월군   |
| 40회 | 2014년 2월 1일   | 엄마를 부르다             | 전라남도 순천시 |
| 41회 | 2014년 2월 8일   | 가문이 기가막혀           | 충청남도 부여군 |
| 42회 | 2014년 2월 15일  | 할머니의 방망이           | 전라북도 완주군 |
| 43회 | 2014년 2월 22일  | 바다로 간 어부            | 전라남도 고흥군 |
| 44회 | 2014년 3월 1일   | 나는 장돌뱅이다           | 전라남도 광양시 |
| 45회 | 2014년 3월 8일   | 후포리 할매 열전          | 경상북도 울진군 |
| 46회 | 2014년 3월 15일  | 친정가는 길               | 경상북도 김천시 |
| 47회 | 2014년 3월 22일  | 기막힌 할매들의 동거      | 전라북도 김제시 |
| 48회 | 2014년 3월 29일  | 내 나이가 어때서          | 전라남도 목포시 |
| 49회 | 2014년 4월 5일   | 내 나이가 어때서          | 전라남도 목포시 |
| 50회 | 2014년 4월 12일  | 아내는 회장님             | 전라북도 부안군 |
| 51회 | 2014년 5월 3일   | 운석 대소동               | 경상남도 진주시 |
| 52회 | 2014년 5월 10일  | 담배와의 전쟁             | 전라남도 장성군 |
| 53회 | 2014년 5월 17일  | 할배가 뿔났다             | 충청남도 예산군 |
| 54회 | 2014년 5월 24일  | 꽃보다 미자               | 충청남도 금산군 |
| 55회 | 2014년 5월 31일  | 울릉도 총각 탈출기        | 경상북도 울릉군 |
| 56회 | 2014년 6월 7일   | 아버지의 바다             | 충청남도 서천군 |
| 57회 | 2014년 6월 14일  | 길 위의 악사(2)           | 경상남도 남해군 |
| 58회 | 2014년 6월 21일  | 나의 살던 고향은          | 강원도 속초시   |
| 59회 | 2014년 6월 28일  | 나도야 달린다             | 세종특별자치시  |
| 60회 | 2014년 7월 5일   | 용띠 4총사가 떴다         | 충청남도 보령시 |
| 61회 | 2014년 7월 12일  | 당신을 사랑합니다         | 경기도 연천군   |
| 62회 | 2014년 7월 19일  | 산태골에는 효자가 산다    | 경상남도 함안군 |
| 63회 | 2014년 7월 26일  | 내 마음의 풍금            | 전라남도 여수시 |
| 64회 | 2014년 8월 2일   | 내 이름은 맏며느리        | 전라남도 나주시 |
| 65회 | 2014년 8월 9일   | 불어라 춤바람             | 전라북도 정읍시 |
| 66회 | 2014년 8월 16일  | 복희 복희 아버지          | 전라남도 완도군 |
| 67회 | 2014년 8월 23일  | 내 사랑 자린고비          | 충청북도 음성군 |
| 68회 | 2014년 8월 30일  | 선장님 좋아요             | 전라남도 고흥군 |
| 69회 | 2014년 9월 6일   | 엄마 우리 엄마            | 전라남도 순천시 |

## 지역 방송국 프로그램
다음 지역 방송국 프로그램은 매주 토요일 저녁 7시 10분에 방송된다.
| 방송 채널 | 프로그램          | 진행자 |
| --------- | ----------------- | ------ |
| KBS대구   | 음식기행 삼도삼미 | 김수진 |
| KBS전주   | 음식기행 삼도삼미 | 김수진 |
| KBS청주   | 음식기행 삼도삼미 | 김수진 |
| KBS대전   | 시사프로젝트 통   | 박명원 |
| KBS대전   | 뉴턴의 사과나무   | 손지화 |